# Linolna kiselina
Linolna kiselina je nezasićena n-6 masna kiselina. On je bezbojna tečnost na sobnoj temperaturi. U fiziološkoj literaturi, ona ima lipidni broj 18:2(n-6). Linolna kiselina je karboksilna kiselina sa 18-ugljenika dugim lancom i dve cis dvostruke veze; prva dvostruka veza je locirana na šestom ugljeniku sa metilnog kraja.
Linolna kiselina pripada jednoj od dve familije esencijalnih masnih kiselina koji ljudi i životinje moraju da unose putem hrane. Ona je neophodna telu za razne biološke procese, a ne može da bude sintetisana iz drugih komponenti hrane.

## Fiziologija
Linolna kiselina je polinezasićena masna kiselina koja se koristi u biosintezi arahidonske kiseline i stoga dela prostaglandina. Na je nađena u lipidima ćelijske membrane. Nje ima u izobilju u mnogim biljnim uljima. Ona sačinjava više od polovine (po težini) ulja maka, suncokreta i kukuruza.
Nedostatak linolne kiseline i drugih n-6 masnih kiselina u ishrani uzrokuje suvu kosu, gubitak kose, i slabo zarastanje rana. Međutim, postizanje deficiteta linolne kiseline je skoro nemoguće pri normalnoj ishrani.